# Landange
Landange (lorenès Landonche) és un municipi francès situat al departament del Mosel·la i a la regió del Gran Est. L'any 2007 tenia 242 habitants.

## Demografia

### Població
El 2007 la població de fet de Landange era de 242 persones. Hi havia 76 famílies, de les quals 12 eren unipersonals (12 dones vivint soles i 12 dones vivint soles), 24 parelles sense fills i 40 parelles amb fills.
La població ha evolucionat segons el següent gràfic:
Habitants censats

### Habitatges
El 2007 hi havia 96 habitatges, 83 eren l'habitatge principal de la família, 3 eren segones residències i 10 estaven desocupats. 89 eren cases i 7 eren apartaments. Dels 83 habitatges principals, 71 estaven ocupats pels seus propietaris, 6 estaven llogats i ocupats pels llogaters i 6 estaven cedits a títol gratuït; 1 tenia una cambra, 1 en tenia dues, 2 en tenien tres, 14 en tenien quatre i 65 en tenien cinc o més. 58 habitatges disposaven pel capbaix d'una plaça de pàrquing. A 28 habitatges hi havia un automòbil i a 44 n'hi havia dos o més.

### Piràmide de població
La piràmide de població per edats i sexe el 2009 era:
| Homes | Edats   | Dones |
| ----- | ------- | ----- |
| 0     | 95 o +  | 0     |
| 0     | 90 a 94 | 0     |
| 0     | 85 a 89 | 0     |
| 0     | 80 a 84 | 0     |
| 0     | 75 a 79 | 0     |
| 4     | 70 a 74 | 4     |
| 8     | 65 a 69 | 4     |
| 0     | 60 a 64 | 4     |
| 8     | 55 a 59 | 0     |
| 4     | 50 a 54 | 12    |
| 24    | 45 a 49 | 8     |
| 8     | 40 a 44 | 4     |
| 8     | 35 a 39 | 20    |
| 4     | 30 a 34 | 8     |
| 4     | 25 a 29 | 0     |
| 4     | 20 a 24 | 0     |
| 8     | 15 a 19 | 8     |
| 8     | 10 a 14 | 4     |
| 12    | 5 a 9   | 12    |
| 8     | 0 a 4   | 4     |

## Economia
El 2007 la població en edat de treballar era de 153 persones, 112 eren actives i 41 eren inactives. De les 112 persones actives 106 estaven ocupades (57 homes i 49 dones) i 6 estaven aturades (3 homes i 3 dones). De les 41 persones inactives 12 estaven jubilades, 13 estaven estudiant i 16 estaven classificades com a «altres inactius».

### Ingressos
El 2009 a Landange hi havia 87 unitats fiscals que integraven 236,5 persones, la mediana anual d'ingressos fiscals per persona era de 17.797 €.

### Activitats econòmiques
Dels 4 establiments que hi havia el 2007, 1 era d'una empresa de fabricació d'elements pel transport, 2 d'empreses de construcció i 1 d'una empresa de comerç i reparació d'automòbils.
Els 2 serveis als particulars que hi havia el 2009 eren paletes.
L'any 2000 a Landange hi havia 6 explotacions agrícoles que ocupaven un total de 414 hectàrees.

## Poblacions més properes
El següent diagrama mostra les poblacions més properes.